# 中华人民共和国国务院 (第十一届全国人大期间)
中华人民共和国第十一届国务院指与中华人民共和国第十一届全国人民代表大会（2008年3月至2013年3月）同期的一届中华人民共和国国务院（即中央人民政府），由时任国务院总理的温家宝（同时为中共第十七届中央政治局常委）负责。

## 机构设置
2008年3月，第十一届全国人民代表大会第一次会议通过《第十二届全国人民代表大会第一次会议关于国务院机构改革方案的决定》，批准《国务院机构改革方案》。
根据《国务院机构改革方案》，第十一届国务院设置下列机构：
- 中华人民共和国国务院办公厅

### 国务院组成部门
- 中华人民共和国外交部
- 中华人民共和国国防部
- 中华人民共和国国家发展和改革委员会
- 中华人民共和国教育部
- 中华人民共和国科学技术部
- 中华人民共和国工业和信息化部
- 中华人民共和国国家民族事务委员会
- 中华人民共和国公安部
- 中华人民共和国国家安全部
- 中华人民共和国监察部
- 中华人民共和国民政部
- 中华人民共和国司法部
- 中华人民共和国财政部
- 中华人民共和国人力资源和社会保障部
- 中华人民共和国国土资源部
- 中华人民共和国环境保护部
- 中华人民共和国住房和城乡建设部
- 中华人民共和国交通运输部
- 中华人民共和国铁道部
- 中华人民共和国水利部
- 中华人民共和国农业部
- 中华人民共和国商务部
- 中华人民共和国文化部
- 中华人民共和国卫生部
- 中华人民共和国国家人口和计划生育委员会
- 中国人民银行
- 中华人民共和国审计署

（监察部与中共中央纪律检查委员会机关合署办公，机构列入国务院序列，编制列入中共中央直属机构。教育部对外保留国家语言文字工作委员会牌子。工业和信息化部对外保留国家航天局、国家原子能机构牌子。环境保护部对外保留国家核安全局牌子。）

### 国务院直属特设机构
- 国务院国有资产监督管理委员会

### 国务院直属机构
- 中华人民共和国海关总署
- 国家税务总局
- 中华人民共和国国家工商行政管理总局
- 中华人民共和国国家质量监督检验检疫总局
- 中华人民共和国国家广播电影电视总局
- 中华人民共和国国家新闻出版总署
- 国家体育总局
- 国家安全生产监督管理总局
- 国家统计局（副部级）
- 国家林业局（副部级）
- 国家知识产权局（副部级）
- 中华人民共和国国家旅游局（副部级）
- 国家宗教事务局（副部级）
- 国务院参事室（副部级）
- 国务院机关事务管理局（副部级）

（国家预防腐败局列入国务院直属机构序列，在监察部加挂牌子。国家新闻出版总署加挂国家版权局牌子。）

### 国务院办事机构
- 国务院侨务办公室
- 国务院港澳事务办公室
- 国务院法制办公室
- 国务院研究室

（国务院台湾事务办公室与中共中央台湾工作办公室、国务院新闻办公室与中共中央对外宣传办公室、国务院防范和处理邪教问题办公室与中央防范和处理邪教问题领导小组办公室，即610办公室，一个机构两块牌子，列入中共中央直属机构序列。）

### 国务院直属事业单位
- 新华通讯社
- 中国科学院
- 中国社会科学院
- 中国工程院
- 国务院发展研究中心
- 国家行政学院
- 中国地震局（副部级）
- 中国气象局（副部级）
- 中国银行业监督管理委员会
- 中国证券监督管理委员会
- 中国保险监督管理委员会
- 国家电力监管委员会
- 全国社会保障基金理事会
- 国家自然科学基金委员会

### 国务院部委管理的国家局
- 国家信访局，由国务院办公厅管理。
- 国家粮食局，由国家发展和改革委员会管理。
- 国家能源局，由国家发展和改革委员会管理。
- 国家国防科技工业局，由工业和信息化部管理。
- 国家烟草专卖局，由工业和信息化部管理。
- 国家外国专家局，由人力资源和社会保障部管理。
- 国家公务员局，由人力资源和社会保障部管理。
- 国家海洋局，由国土资源部管理。
- 国家测绘局，由国土资源部管理。
- 中国民用航空局，由交通运输部管理。
- 国家邮政局，由交通运输部管理。
- 国家文物局，由文化部管理。
- 国家中医药管理局，由卫生部管理。
- 国家食品药品监督管理局，由卫生部管理。
- 国家外汇管理局，由中国人民银行管理。
- 国家煤矿安全监察局，由国家安全生产监督管理总局管理。

（国家档案局与中央档案馆、国家保密局与中央保密委员会办公室、国家密码管理局与中央密码工作领导小组办公室，一个机构两块牌子，列入中共中央直属机关的下属机构序列。）

## 组成人员

### 常务会议组成人员
- 总理：温家宝
- 副总理：李克强、回良玉（回族）、张德江、王岐山
- 国务委员：刘延东（女）、梁光烈、马凯、孟建柱、戴秉国（土家族）
- 秘书长：马凯（兼任）

| 第十一届中华人民共和国国务院副总理 | 第十一届中华人民共和国国务院副总理 | 第十一届中华人民共和国国务院副总理 | 第十一届中华人民共和国国务院副总理 |  |
| 肖像                               | 资料                               | 资料                               | 职务 |  |
| ---------------------------------- | ---------------------------------- | ---------------------------------- | --- |  |
| 李克强                             | 排名                               | 1                                  | 中共中央政治局常委 中共国务院党组副书记 中央财经领导小组副组长 国家信息化领导小组副组长 国务院西部地区开发领导小组副组长 国务院振兴东北地区等老工业基地领导小组副组长 国家应对气候变化及节能减排工作领导小组副组长 国家能源委员会副主任 国务院三峡工程建设委员会主任 国务院南水北调工程建设委员会主任 国务院食品安全委员会主任 国务院深化医药卫生体制改革领导小组组长 国务院防治艾滋病工作委员会主任 |  |
| 李克强                             | 姓名                               | 李克强                             | 中共中央政治局常委 中共国务院党组副书记 中央财经领导小组副组长 国家信息化领导小组副组长 国务院西部地区开发领导小组副组长 国务院振兴东北地区等老工业基地领导小组副组长 国家应对气候变化及节能减排工作领导小组副组长 国家能源委员会副主任 国务院三峡工程建设委员会主任 国务院南水北调工程建设委员会主任 国务院食品安全委员会主任 国务院深化医药卫生体制改革领导小组组长 国务院防治艾滋病工作委员会主任 |  |
| 李克强                             | 出生日期                           | 1955年7月                          | 中共中央政治局常委 中共国务院党组副书记 中央财经领导小组副组长 国家信息化领导小组副组长 国务院西部地区开发领导小组副组长 国务院振兴东北地区等老工业基地领导小组副组长 国家应对气候变化及节能减排工作领导小组副组长 国家能源委员会副主任 国务院三峡工程建设委员会主任 国务院南水北调工程建设委员会主任 国务院食品安全委员会主任 国务院深化医药卫生体制改革领导小组组长 国务院防治艾滋病工作委员会主任 |  |
| 李克强                             | 出生地                             | 安徽合肥市                         | 中共中央政治局常委 中共国务院党组副书记 中央财经领导小组副组长 国家信息化领导小组副组长 国务院西部地区开发领导小组副组长 国务院振兴东北地区等老工业基地领导小组副组长 国家应对气候变化及节能减排工作领导小组副组长 国家能源委员会副主任 国务院三峡工程建设委员会主任 国务院南水北调工程建设委员会主任 国务院食品安全委员会主任 国务院深化医药卫生体制改革领导小组组长 国务院防治艾滋病工作委员会主任 |  |
| 李克强                             | 任期开始                           | 2008年3月17日                      | 中共中央政治局常委 中共国务院党组副书记 中央财经领导小组副组长 国家信息化领导小组副组长 国务院西部地区开发领导小组副组长 国务院振兴东北地区等老工业基地领导小组副组长 国家应对气候变化及节能减排工作领导小组副组长 国家能源委员会副主任 国务院三峡工程建设委员会主任 国务院南水北调工程建设委员会主任 国务院食品安全委员会主任 国务院深化医药卫生体制改革领导小组组长 国务院防治艾滋病工作委员会主任 |  |
|                                    |                                    |                                    | |  |
| 回良玉                             | 排名                               | 2                                  | 中共中央政治局委员 中共国务院党组成员 中央财经领导小组成员 中央农村工作领导小组组长 國務院扶貧開發領導小組组长 国家防汛抗旱总指挥部总指挥 国家减灾委员会主任 国务院残疾人工作委员会主任 全国老龄工作委员会主任 全国双拥工作领导小组组长 |  |
| 回良玉                             | 姓名                               | 回良玉                             | 中共中央政治局委员 中共国务院党组成员 中央财经领导小组成员 中央农村工作领导小组组长 國務院扶貧開發領導小組组长 国家防汛抗旱总指挥部总指挥 国家减灾委员会主任 国务院残疾人工作委员会主任 全国老龄工作委员会主任 全国双拥工作领导小组组长 |  |
| 回良玉                             | 出生日期                           | 1944年10月                         | 中共中央政治局委员 中共国务院党组成员 中央财经领导小组成员 中央农村工作领导小组组长 國務院扶貧開發領導小組组长 国家防汛抗旱总指挥部总指挥 国家减灾委员会主任 国务院残疾人工作委员会主任 全国老龄工作委员会主任 全国双拥工作领导小组组长 |  |
| 回良玉                             | 出生地                             | 吉林长春榆树                       | 中共中央政治局委员 中共国务院党组成员 中央财经领导小组成员 中央农村工作领导小组组长 國務院扶貧開發領導小組组长 国家防汛抗旱总指挥部总指挥 国家减灾委员会主任 国务院残疾人工作委员会主任 全国老龄工作委员会主任 全国双拥工作领导小组组长 |  |
| 回良玉                             | 任期开始                           | 2003年3月17日                      | 中共中央政治局委员 中共国务院党组成员 中央财经领导小组成员 中央农村工作领导小组组长 國務院扶貧開發領導小組组长 国家防汛抗旱总指挥部总指挥 国家减灾委员会主任 国务院残疾人工作委员会主任 全国老龄工作委员会主任 全国双拥工作领导小组组长 |  |
|                                    |                                    |                                    | |  |
| 张德江                             | 排名                               | 3                                  | 中共中央政治局委员 中共国务院党组成员 中共重庆市委书记 中央财经领导小组成员 国家信息化领导小组副组长 国务院安全生产委员会主任 国务院大型飞机重大专项领导小组组长 国务院促进中小企业发展领导小组组长 国务院新型农村社会养老保险试点工作领导小组组长 |  |
| 张德江                             | 姓名                               | 张德江                             | 中共中央政治局委员 中共国务院党组成员 中共重庆市委书记 中央财经领导小组成员 国家信息化领导小组副组长 国务院安全生产委员会主任 国务院大型飞机重大专项领导小组组长 国务院促进中小企业发展领导小组组长 国务院新型农村社会养老保险试点工作领导小组组长 |  |
| 张德江                             | 出生日期                           | 1946年11月                         | 中共中央政治局委员 中共国务院党组成员 中共重庆市委书记 中央财经领导小组成员 国家信息化领导小组副组长 国务院安全生产委员会主任 国务院大型飞机重大专项领导小组组长 国务院促进中小企业发展领导小组组长 国务院新型农村社会养老保险试点工作领导小组组长 |  |
| 张德江                             | 出生地                             | 辽宁鞍山台安                       | 中共中央政治局委员 中共国务院党组成员 中共重庆市委书记 中央财经领导小组成员 国家信息化领导小组副组长 国务院安全生产委员会主任 国务院大型飞机重大专项领导小组组长 国务院促进中小企业发展领导小组组长 国务院新型农村社会养老保险试点工作领导小组组长 |  |
| 张德江                             | 任期开始                           | 2008年3月17日                      | 中共中央政治局委员 中共国务院党组成员 中共重庆市委书记 中央财经领导小组成员 国家信息化领导小组副组长 国务院安全生产委员会主任 国务院大型飞机重大专项领导小组组长 国务院促进中小企业发展领导小组组长 国务院新型农村社会养老保险试点工作领导小组组长 |  |
|                                    |                                    |                                    | |  |
| 王岐山                             | 排名                               | 4                                  | 中共中央政治局委员 中共国务院党组成员 中央财经领导小组秘书长 中央金融工作领导小组组长 国务院反垄断委员会主任 |  |
| 王岐山                             | 姓名                               | 王岐山                             | 中共中央政治局委员 中共国务院党组成员 中央财经领导小组秘书长 中央金融工作领导小组组长 国务院反垄断委员会主任 |  |
| 王岐山                             | 出生日期                           | 1948年7月                          | 中共中央政治局委员 中共国务院党组成员 中央财经领导小组秘书长 中央金融工作领导小组组长 国务院反垄断委员会主任 |  |
| 王岐山                             | 出生地                             | 山东青岛                           | 中共中央政治局委员 中共国务院党组成员 中央财经领导小组秘书长 中央金融工作领导小组组长 国务院反垄断委员会主任 |  |
| 王岐山                             | 任期开始                           | 2008年3月17日                      | 中共中央政治局委员 中共国务院党组成员 中央财经领导小组秘书长 中央金融工作领导小组组长 国务院反垄断委员会主任 |  |

| 国务委员排名 | 肖像 姓名     | 时任党职                                                                                         | 时任公职                                  | 分工 |
| ------------ | ------------- | ------------------------------------------------------------------------------------------------ | ----------------------------------------- | --- |
| 1            | 刘延东        | 中共中央政治局委员 中共国务院党组成员                                                            | 国务委员                                  | 国家科技教育领导小组副组长 国务院学位委员会主任 国务院妇女儿童工作委员会主任 中央港澳工作协调小组副组长 |
| 2            | 梁光烈 上将   | 中共中央委员 中共中央军委委员 中共国务院党组成员                                                 | 国家中央军委委员 国务委员兼国防部部长     | 负责军委日常工作、作战与指挥、战备训练 分管军委办公厅、总参、空军 国家边海防委员会主任                  |
| 3            | 马凯          | 中共中央委员 中共国务院党组成员 中共国务院机关党组书记                                           | 国务委员兼国务院秘书长 国家行政学院院长   | 国务院西部地区开发领导小组办公室主任                                                                    |
| 4            | 孟建柱 总警监 | 中共中央委员 中共中央政法委副书记 中共国务院党组成员 中共公安部党委书记 中共武警部队党委第一书记 | 国务委员兼公安部部长 武警部队第一政治委員 | 中央社会治安综合治理委员会副主任 国家禁毒委员会主任 国家信息化领导小组副组长                            |
| 5            | 戴秉国        | 中共中央委员 中共国务院党组成员                                                                  | 国务委员                                  | 中央外事/国安工作领导小组办公室主任                                                                     |

### 组成部门负责人
下面根据第十一届全国人民代表大会第一次会议批准的《国务院机构改革方案》的国务院组成部门名单，按其排名列出第十一届全国人民代表大会（2008年3月至2013年3月）期间中华人民共和国国务院各组成部门；同时，列出它们的现任负责人（各部部长、各委员会主任、中国人民银行行长、审计署审计长），并注明本届国务院组成部门负责人的变动情况。
1. 外交部　　　　　　　　　　　部长：杨洁篪
2. 国防部　　　　　　　　　　　部长：梁光烈（国务委员兼任）
3. 国家发展和改革委员会　　　　主任：张　平
4. 教育部　　　　　　　　　　　部长：周　济 → 袁贵仁
5. 科学技术部　　　　　　　　　部长：万　钢（致公党中央主席）
6. 工业和信息化部　　　　　　　部长：李毅中 → 苗　圩
7. 国家民族事务委员会　　　　　主任：杨　晶（蒙古族）
8. 公安部　　　　　　　　　　　部长：孟建柱（国务委员兼任）
9. 国家安全部　　　　　　　　　部长：耿惠昌
10. 监察部　　　　　　　　　　　部长：马　馼（女，中共中央纪委副书记）
（监察部属于国务院序列，但其机关与中国共产党中央纪律检查委员会的机关合署办公，编制列入中共中央直属机构。）
11. 民政部　　　　　　　　　　　部长：李立国
12. 司法部　　　　　　　　　　　部长：吴爱英（女）
13. 财政部　　　　　　　　　　　部长：谢旭人
14. 人力资源和社会保障部　　　　部长：尹蔚民
15. 国土资源部　　　　　　　　　部长：徐绍史
16. 环境保护部　　　　　　　　　部长：周生贤
17. 住房和城乡建设部　　　　　　部长：姜伟新
18. 交通运输部　　　　　　　　　部长：李盛霖 → 杨传堂
19. 铁道部　　　　　　　　　　　部长：刘志军 → 盛光祖
20. 水利部　　　　　　　　　　　部长：陈　雷
21. 农业部　　　　　　　　　　　部长：孙政才 → 韩长赋
22. 商务部　　　　　　　　　　　部长：陈德铭
23. 文化部　　　　　　　　　　　部长：蔡　武
24. 卫生部　　　　　　　　　　　部长：陈　竺（无党派人士）
25. 国家人口和计划生育委员会　　主任：李　斌 → 王　侠（女）
26. 中国人民银行　　　　　　　　行长：周小川
27. 审计署　　　　　　　　　　审计长：刘家义

## 历史

### 产生
2008年3月，第十一届全国人民代表大会第一次会议决定第十一届国务院组成人员人选。

### 人事变动
组成部门负责人变动
1. 2009年10月31日，中华人民共和国主席胡锦涛根据第十一届全国人民代表大会常务委员会第十一次会议同日表决通过的决定，签署第二十号主席令，免去周济的教育部部长职务，任命袁贵仁（时任教育部副部长、党组副书记）为教育部部长。2009年11月1日，中共中央委员会委员、中国工程院院士周济出任中国工程院党组副书记。2010年6月11日，周济任中国工程院院长、党组书记。
2. 2009年12月26日，中华人民共和国主席胡锦涛根据第十一届全国人民代表大会常务委员会第十二次会议同日表决通过的决定，签署第二十四号主席令，免去孙政才的农业部部长职务，任命韩长赋（时任农业部党组书记）为农业部部长。2009年11月30日，孙政才任中共吉林省委员会书记。
3. 2010年12月25日，中华人民共和国主席胡锦涛根据第十一届全国人民代表大会常务委员会第十八次会议同日表决通过的决定，签署第四十号主席令，免去李毅中的工业和信息化部部长职务，任命苗圩（时任工业和信息化部副部长、党组书记）为工业和信息化部部长。李毅中适龄退休。
4. 2011年2月25日，中华人民共和国主席胡锦涛根据第十一届全国人民代表大会常务委员会第十九次会议同日表决通过的决定，签署第四十四号主席令，免去刘志军的铁道部部长职务，任命盛光祖（时任铁道部党组书记）为铁道部部长。刘志军因涉嫌严重违纪被立案调查。2012年5月28日，刘志军被开除党籍、公职。
5. 2011年12月31日，中华人民共和国主席胡锦涛根据第十一届全国人民代表大会常务委员会第二十四次会议同日表决通过的决定，签署第五十三号主席令，免去李斌（女）的国家人口和计划生育委员会主任职务，任命王侠（女）（时任国家人口和计划生育委员会党组书记）为国家人口和计划生育委员会主任。2011年12月10日，李斌（女）任中共安徽省委副书记，12月11日，李斌（女）兼任安徽省人民政府代理省长（2012年2月15日真除）。
6. 2012年8月31日，中华人民共和国主席胡锦涛根据第十一届全国人民代表大会常务委员会第二十八次会议同日表决通过的决定，签署第六十一号主席令，免去李盛霖的交通运输部部长职务，任命杨传堂（时任交通运输部党组书记）为交通运输部部长。李盛霖适龄退休。